# Emmanuelle Laborit
Emmanuelle Laborit (* 18. Oktober 1971 in Paris) ist eine französische Schauspielerin.
Von Geburt an gehörlos, erlernte Laborit im Alter von sieben Jahren gemeinsam mit ihren Eltern die französische Gebärdensprache. Sie studierte in Washington, D.C. an der Gallaudet University, einer Universität für gehörlose Studenten.
Bereits als Kind sammelte sie erste Kamera- und Bühnenerfahrung und feierte 1992 als Theaterschauspielerin in Frankreich ihren Durchbruch mit der Darstellung der gehörlosen Sarah in dem Stück Les Enfants du Silence (wörtlich übersetzt „Kinder der Stille“ oder „Kinder des Schweigens“, basierend auf dem Film Gottes vergessene Kinder von 1986), für die sie mit dem Theaterpreis Molière ausgezeichnet wurde.
Dem internationalen Publikum wurde sie in der französisch-italienischen Koproduktion Die stumme Herzogin (1996) bekannt. Im gleichen Jahr stand Laborit für den deutschen Kinofilm Jenseits der Stille unter der Regie von Caroline Link vor der Kamera und wurde für ihre Darstellung der gehörlosen Mutter einer werdenden jungen Musikerin für den Deutschen Filmpreis nominiert.
Auf der Leinwand wirkte Laborit zuletzt in der französischen Folge des Episodenfilms 11′09″01 – September 11 mit.
Privat setzt sich Laborit für die Anerkennung der Gebärdensprache und eine eigene Kultur der Gehörlosen ein und hat ihren Kampfgeist in dem Erfahrungsbericht Der Schrei der Möwe zu Papier gebracht.

## Filmografie (Auswahl)
- 1994: 3000 scénarios contre un virus (Episode I love you)
- 1996: Die stumme Herzogin (La Vie silencieuse de Marianna Ucria)
- 1996: Jenseits der Stille
- 2001: Stille Liebe
- 2002: 11′09″01 – September 11 (französische Episode)